# Municipio de Upper Darby
El municipio de Upper Darby (en inglés: Upper Darby Township) es un municipio ubicado en el condado de Delaware en el estado estadounidense de Pensilvania. En el año 2000 tenía una población de 81.821 habitantes y una densidad poblacional de 4,014.6 personas por km².

## Geografía
El municipio de Upper Darby se encuentra ubicado en las coordenadas 39°57′30″N 75°18′29″O / 39.95833, -75.30806.

## Demografía
Según la Oficina del Censo en 2000 los ingresos medios por hogar en la localidad eran de $41,489 y los ingresos medios por familia eran de $52,500. Los hombres tenían unos ingresos medios de $38,090 frente a los $30,416 para las mujeres. La renta per cápita de la localidad era de $20,770. Alrededor del 9,1% de la población estaba por debajo del umbral de pobreza.

## Educación
El Distrito Escolar Upper Darby gestiona escuelas públicas.